# Tómas Lemarquis

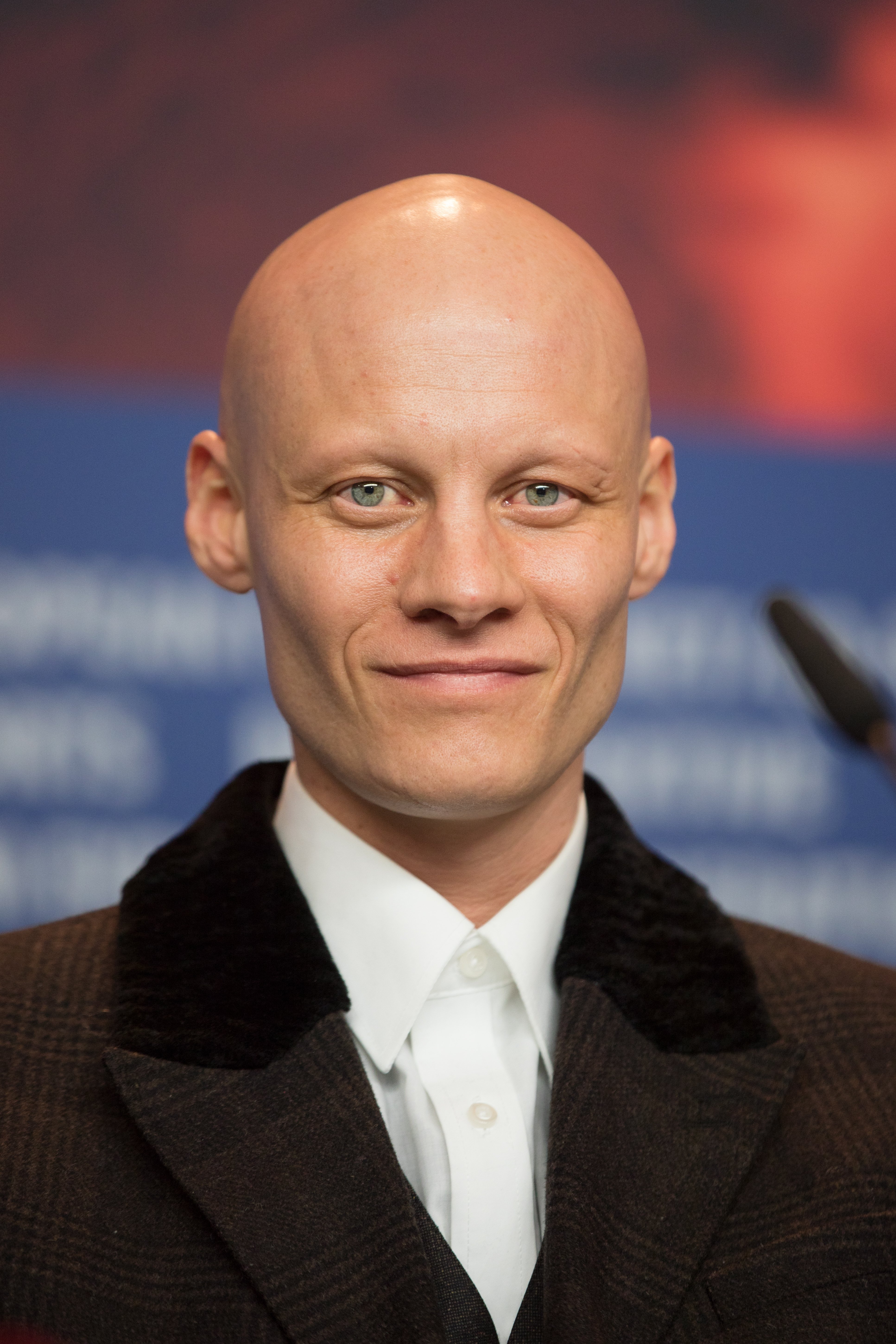
Tomas Lemarquis bei den Internationalen Filmfestspielen Berlin 2018

Tómas Lemarquis (* 3. August 1977) ist ein isländischer Schauspieler. Bekannt wurde er durch die Hauptrolle im erfolgreichen isländischen Independent-Film Nói Albínói.
Tómas Lemarquis ist der Sohn des französischen Schauspielers Gérard Lemarquis und einer Isländerin. Er wuchs in einer isländischen Kleinstadt auf, bevor er nach Paris ging, um Unterricht an der Schauspielschule Cours Florent zu nehmen. Eine seiner Klassenkameradinnen war die französische Schauspielerin Audrey Tautou.
Tómas Lemarquis spricht fließend Isländisch, Englisch, Deutsch, Französisch und Dänisch. Er lebt in Frankreich, in Deutschland und seit 2016 in Los Angeles.
2018 war er in Adina Pintilies semidokumentarischem Experimentalfilm Touch Me Not zu sehen, der bei der 68. Berlinale den Goldenen Bären gewann.

## Filmografie (Auswahl)
- 2003: Nói Albínói
- 2006: Jagd im Eis (Köld slóð)
- 2008: Luftbusiness
- 2008: Ich Bombe (Kurzfilm)
- 2011: Chatrak
- 2012: Tatort: Der Wald steht schwarz und schweiget
- 2012: Errors of the Human Body
- 2012: Insensibles
- 2012: Am Himmel der Tag
- 2013: Snowpiercer
- 2013: Frau Ella
- 2014: 3 Days to Kill
- 2014: Die Pilgerin
- 2016: Tatort: Fegefeuer
- 2016: X-Men: Apocalypse
- 2016: Vor der Morgenröte
- 2017: Blade Runner 2049
- 2018: Touch Me Not
- 2020: Nur ein einziges Leben (Waiting for Anya)
- 2020: Eurovision Song Contest: The Story of Fire Saga
- 2021: Kein Lebenszeichen (Disparu à jamais, Fernsehserie)
- 2022: Driving Mum (Á Ferð með Mömmu)